# Sundarbans
De Sundarbans zijn de grootste mangrovebossen ter wereld. Ze bevinden zich in de rivierdelta van de Ganges. Hoewel het één grensoverschrijdend gebied is, werd het tweemaal opgenomen in de werelderfgoedlijst van de UNESCO als natuurerfgoed: bij India in 1987 en bij Bangladesh in 1997. De naam van het gebied is afgeleid van de Sundari-bomen, die er groeien.
Het woud is bekend omwille van zijn rijke fauna, waaronder de (soms mensenetende) Bengaalse tijger (een 200-tal), gevlekte axisherten (een 30.000-tal), krokodillen, slangen en talrijke vogelsoorten. Het gebied wordt echter bedreigd als gevolg van illegale houtkap en verzilting. Dit laatste fenomeen is een gevolg van de afdamming van rivieren stroomopwaarts waardoor minder zoet water de Sundarbans bereikt, en van een stijgende zeespiegel door de opwarming van de Aarde. Als de zeespiegel langs de Bengaalse kust ten opzichte van het jaar 2000 met 28 centimeter stijgt, zoals wordt voorspeld, dreigt 96% van het leefgebied van de Bengaalse tijgers in de Sundarbans te verdwijnen.